# Rajkai György
id. Rajkai György (Budapest, 1914. április 22. – Budapest, 1979. május 25.) magyar díszlet- és jelmeztervező, egyetemi tanár, érdemes művész (1974).

## Életpályája
1933–1935 között festészetet tanult Münchenben, Kurt Welte irányítása alatt. 1948–1949 között a Színház- és Filmművészeti Főiskolán Oláh Gusztávnál díszlettervezői ismereteket tanult. Az 1940-es évek végén a Nemzeti Színház díszletkészítő műhelyének ösztöndíjasaként kezdett dolgozni. 1951–1961 között a Színház- és Filmművészeti Főiskolán színpadismereteket oktatott. 1951–1959 között díszlettervezőként dolgozott az Állami Déryné Színházban és a Jókai Színházban. 1959–1960 között a Petőfi Színház díszlettervezője volt. Az 1960-as években elsősorban a Thália Színházban dolgozott, de vendégművésze volt a Magyar Televíziónak is. 1979-ben a Körszínház nyári darabjának (Énekek éneke) még elkészítette a díszletrajzait, a megvalósítást már nem érhette meg.
Színház és színpadtörténet című jegyzetét (1954) a színházak szakmai továbbképző tanfolyamán is használták. A Prágában megrendezett Nemzetközi Szcenográfiai Konferencia magyarországi képviselője volt.
Fia, ifjabb Rajkai György (1951–1983) szintén díszlettervező volt.
Sírja az Óbudai temetőben található (30-II-17).

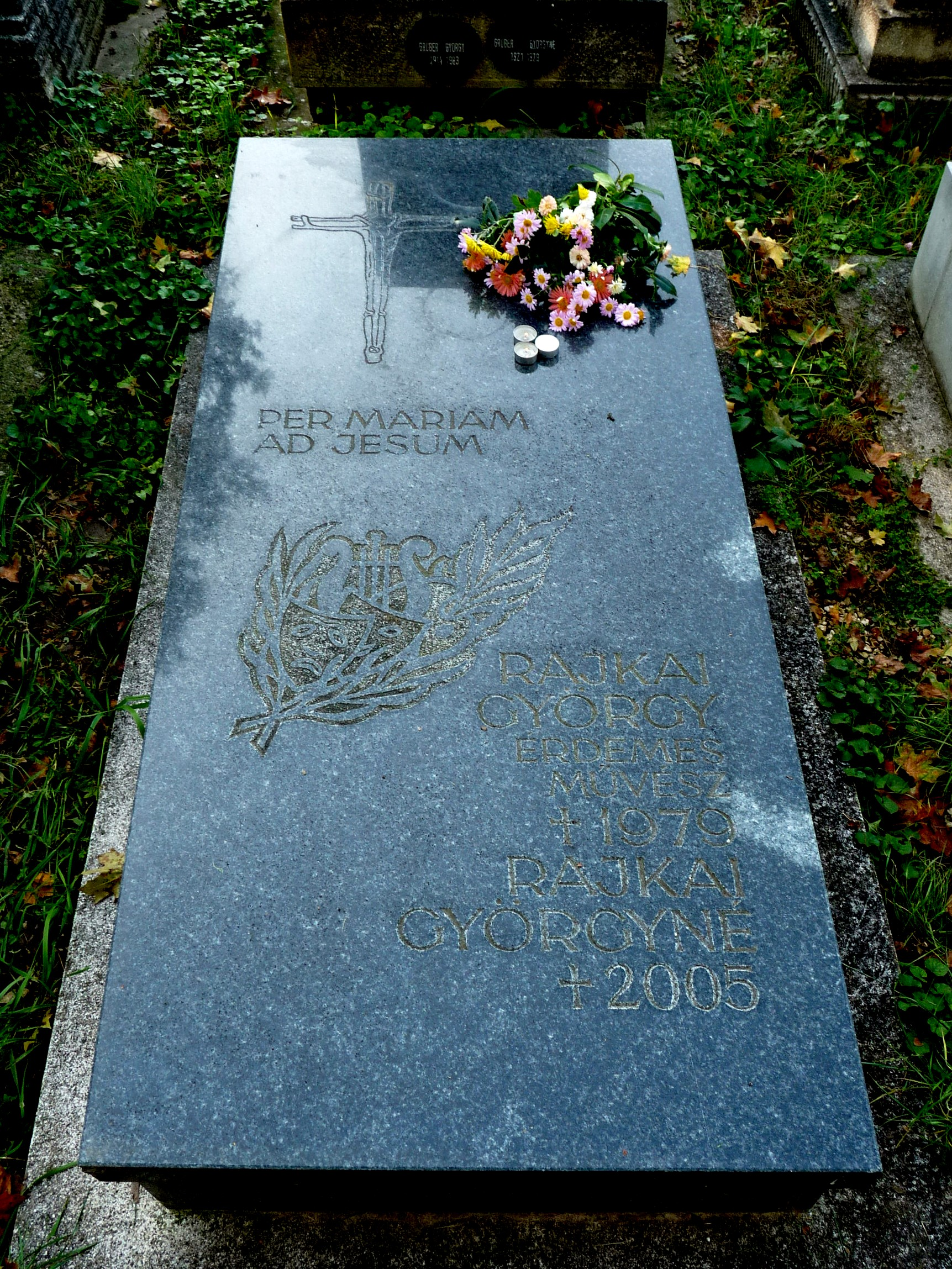
Rajkai György (1914–1979) magyar díszlet- és jelmeztervező sírja az Óbudai temetőben (30-II -17).

A Színházi Adattárban az egyik legtöbb bemutatóval rendelkező díszlettervező.

## Színházi munkái
A Színházi Adattárban regisztrált bemutatóinak száma: díszlettervezőként 300; jelmeztervezőként 86.
- Szophoklész: Oidipusz király (díszlet jelmez, Körszínház, 1958)
- Brecht-Weill: Koldusopera (díszlet jelmez, Petőfi Színház, 1960)
- Pagogyin: Arisztokraták (díszlet jelmez, Jókai Színház, 1961, Thália Színház, 1972)
- William Shakespeare: II. Richard (díszlet, Körszínház, 1962, Thália Színház, 1965)
- Racine: Britannicus (díszlet, Thália Színház, 1963)
- Szakonyi Károly: Életem Zsóka (díszlet, Thália Színház, 1963)
- Fejes Endre: Rozsdatemető (díszlet jelmez, Thália Színház, 1963)
- Beckett: Godot-ra várva (díszlet jelmez, Thália Stúdió, 1965)
- Osztrovszkij: Vihar (díszlet jelmez, Thália Színház, 1967)
- Hochkint: A helytartó, Kalevala (díszlet, Körszínház, 1969)
- Weöres Sándor: A holdbéli csónakos (díszlet, Thália Színház, 1971)
- Rámájana (díszlet, Körszínház, 1971)
- Petőfi Sándor: Tigris és hiéna (díszlet, Thália Színház, 1972)
- G. Green: A csendes amerikai (Thália Színház, 1973)
- Karagöz (díszlet, Körszínház, 1973)
- Gilgames (díszlet, Körszínház, 1975)
- Katona József-Illyés Gyula: Bánk bán (díszlet, Thália Színház, 1976)
- Énekek éneke (díszlet, Körszínház, 1979)